# ملفين تشارني
ملفين تشارني هو فنان ومهندس معماري كندي، ولد في 28 أغسطس 1935 في مونتريال في كندا، وتوفي في 17 سبتمبر 2012.